# Marmorosphax tricolor
Marmorosphax tricolor là một loài thằn lằn trong họ Scincidae. Loài này được Bavay mô tả khoa học đầu tiên năm 1869.

## Hình ảnh

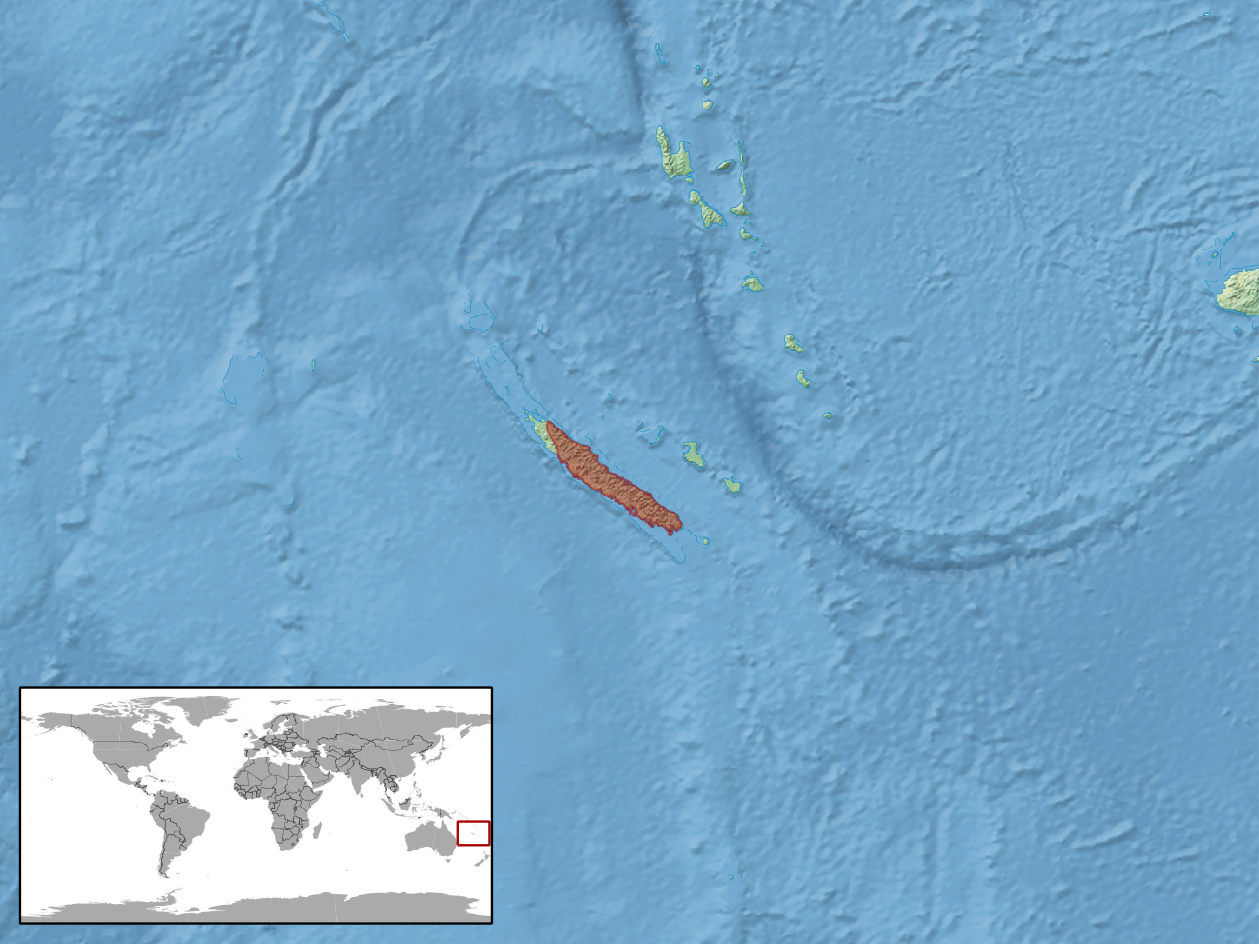